# Quinton Hooker
Quinton Hooker (ur. 22 stycznia 1995 w Brooklyn Park) – amerykański koszykarz występujący na pozycji rozgrywającego, obecnie zawodnik Jean D'Arc Vichy Clermont Metropole.
3 sierpnia 2017 został zawodnikiem GTK Gliwice.
W 2013 roku został wybrany najlepszym zawodnikiem szkół średnich stanu Minnesota (Minnesota Mr. Basketball).
11 lutego 2018, podczas przegranego po dogrywce (94-101) meczu z Legią Warszawa zanotował dziesiąte triple double w historii PLK, notując 20 punktów, 13 zbiórek i 16 asyst (rekord sezonu regularnego w ilości asyst).
19 lipca 2018 podpisał umowę z francuskim Jean D'Arc Vichy Clermont Metropole, występującym w lidze Pro-B (II liga francuska).

## Osiągnięcia
Stan na 12 lutego 2018, na podstawie, o ile nie zaznaczono inaczej.
NCAA
- Uczestnik turnieju NCAA (2017)
- Mistrz:
  - turnieju Big Sky (2017)
  - sezonu regularnego Big Sky (2017)
- Zawodnik roku College Court Report Mid-Major (2016)
- MVP turnieju Big Sky (2017)
- Zaliczony do:
  - I składu:
    - Big Sky (2016, 2017)
    - turnieju Big Sky (2016, 2017)

  - II składu VI dystryktu (2016, 2017 przez NABC)